# 사이먼 쿠즈네츠
사이먼 쿠즈네츠(Simon Smith Kuznets, 1901.4.30 ~ 1985.7.8)는 러시아계 미국인 경제학자이다. 1918년 하르키우 대학교에 입학하여 경제학을 전공하였으며 1971년 노벨 경제학상을 수상하였다.

## 생애와 업적
1901년 러시아 제국 핀스크에서 태어나 유태인인 아버지를 따라 1922년 미국으로 이민 후, 1923년 컬럼비아 대학 과학학사학위, 1924년 동 대학 석사학위, 1926년 소매 및 도매 거래의 변동에 대한 논문으로 박사학위를 취득하였다. 이후 지도교수인 미첼(W. Mitchell)이 이끄는 국립경제연구소(National Bureau of Economic Research)에서 국민소득을 연구하였다.
쿠즈네츠는 1949년과 1968년 사이 경제적 성장에 대한 사회과학위원회(The Social Science Research Council Committee on Economic Growth)의 위원장을 역임하였고, 1949년 미국통계학회 회장, 1954년 미국경제학회 회장, 1953-63년 머리스포크 경제연구회(Maurice Falk Project for Economic Research) 회장을 지냈다. 1971년 노벨경제학상을 수상하였으며 1977년 미국경제학회의 프란시스 워커스 메달을
수상했다.
쿠즈네츠는 경제학, 통계학 교수로서 미국의 인적 자본형성에 힘써왔다. 1931년부터 1936년까지 펜실베니아 대학에서 시간제 조교수로, 그 후 1954년까지 동 대학에서 교수를 지냈다. 1954년부터 1960년까지는 존스홉킨스 대학에서 정치경제학 교수를 지냈으며, 1960년부터 1971년까지 하버드 대학에서 경제학 교수를 역임했다.
연구자, 학자로서 쿠즈네츠는 제도학파의 영향을 많이 받았다. 그는 철저하게 통계와 이론모델을 이용하여 경제를 과학적으로 해석하였으며, 경제학의 과학성을 제고하는 데 크게 기여했다. 특히 쿠즈네츠의 연구는 케인스학파 경제학에 경험적 자료를 제공하여 케인스의 일반이론에서 중추적인 역할을 하였다. 또한 당시로서는 미숙한 수준에 머무르던 계량경제학 역시 쿠즈네츠의 자료에 많이 의존하였다.
쿠즈네츠는 주로 경제성장과 경제발전 연구에 몰두했는데 이를 살펴보면 다음과 같다:
우선 쿠즈네츠는 초기 미국의 여러 경제적 시계열에서 약 20년간 지속되는 변동을 밝혀냈다. 이를 그의 이름을 따서 ‘쿠즈네츠 사이클(Kuznets Cycle)’이라 부르는데, 이 연구에서 쿠즈네츠는 인구이동의 원인이 소득격차에 있음을 전제하고, 인구이동의 원인보다는 인구이동의 영향을 규명했다. 또한 시장구조와 시장형태를 내생변수로 보고 이를 순환적 현상에 조리 있게 연결했다. 쿠즈네츠 사이클은 유럽에서 아메리카로의 이민에 따른 신대륙의 경기순환을 잘 설명하고 있으며, 뿐만 아니라 호주 및 남미 등 여타 신대륙에서도 쿠즈네츠 순환은 발견되었다.
쿠즈네츠는 저축과 자본형성 영역에 있어서 케인스 경제학에 직접적인 자료를 제공하였다. 그는 순환적 변동에 관한 그의 첫 저서에서, 소득형성과정에서 산출량과 지출한 소득의 관계 및 투자와 소비, 저축 간의 관계를 고찰하고 그것을 장기 시계열자료를 이용하여 실증적으로 밝혀주었다. 쿠즈네츠는 케인스에 앞서 투자와 소비 및 소득 간의 관계가 누적적 과정을 일으킬 수 있다는 것을 실증분석을 통해 밝혀냈으며 여러 가지 모델을 가지고 저축과정의 장기적 안정성을 찾는 데 주력하였다.
1960년대에 들어 쿠즈네츠는 다른 국가들의 경제성장유형 비교연구로 연구영역을 확장했다. 특히 그는 저발전 국가들에 관해 실증적인 자료를 수집, 분석하고 이들 국가들이 갖는 실증적인 특징들과 선진국들이 과거 저발전상태였을 때의 특징들 간에는 차이가 있다는 것을 밝혀냈다. 쿠즈네츠의 이러한 연구결과는 모든 국가들의 경제발전과정에 동일한 선형적 단계가 존재한다는 단순 논리적 이론의 한계를 지적하고 경제발전론의 새로운 장을 열었다.
쿠즈네츠는 또한 1인당 국민소득과 지니계수에 따라 측정한 소득분배의 불평등에 대한 연구를 통해, 가난한 국가에서는 소득수준이 증가함에 따라 불평등도가 증가하는 반면 부유한 국가에서는 소득수준이 증가함에 따라 불평등도가 감소하는 현상을 발견하였다(쿠즈네츠의 역U자 가설). 그는 경제발전과 소득불평등 사이의 관계를 각 국가의 수준과 한 나라의 경제활동부문 수준에서 각각 분석하였으며, 부유한 국가에서 개인소득분포의 왜곡도가 동태적으로 어떻게 감소하는지를 보여주는 한편 이러한 균등화 현상이 어떻게 자동적으로 발생할 수 있는지 밝히는데 역점을 두었다. 그 결과 1970년대에 이르러 소득분배에 대한 실증분석이 하나의 경제학 조류로 자리잡게 되었다.
이 밖에도 쿠즈네츠는 구조변화와 생산성 향상의 관계 측면에서 생산요소 투입에 따른 성장모형의 한계를 지적하고 혁신과 기술진보, 구조변화와 소비 그리고 노동력의 질에 따른 경제성장모형을 연구했다. 또한 1940년대 후반 미국의 GNP계측방법이 갖는 한계 - 무임금 가사노동의 가치 추정 - 를 비판하고 국민소득계측을 통해 경제적 후생 변화를 설명하고자 하였으며 전 세계에 ‘GNP주의’를 전파하기 위해 국제소득연구학회를 창설하였다.

## 비판
소득수준과 불평등에 대한 쿠즈네츠의 이론은 비판을 받고 있기도 하다. 토마 피케티의《21세기 자본》(2015)이 대표적인 저작 가운데 하나인데, 이 책에 따르면 국민소득이 올라가면 불평등이 결국에는 감소한다는 쿠즈네츠의 역 U자 가설은 옳지 않다고 나와 있다. 피케티는 자본주의를 대표하는 국가인 미국의 소득 집중도의 역사적 분석을 통해 지나친 불평등의 심화는 오히려 성장에 해가 된다고 주장하면서 노동소득보다 자본소득이 더 높아지는 세습사회가 되어가고 있다고 밝혔다. 물론 이러한 주장들의 존재가 쿠즈네츠의 이론이 옳지 않음을 의미하는 것은 아니다. 오히려 쿠즈네츠의 이론이 21세기에 새롭게 해석되고 적용될 수 있는 여지를 가지고 있다고 볼 수 있기 때문에 쿠즈네츠의 인구와 사회에 대한 기여는 계속될 것으로 보인다.

## 같이 보기
- 국내총생산

## 참고 문헌
- Kuznets, S. (1930). “Equilibrium Economics and Business Cycle Theory”. Quaterly Journal of Economics 44(3): 381-415.
- Kuznets, S. (1930). “Static and Dynamic Economics”. American Economics Review 20(3): 426-441
- Kuznets, S. (1940). “Schumpeter’s Business Cycles”. American Economics Review 30(2): 257-271.
- Kuznets, S. (1961). Capital in the American Economy: Its Formation and Financing. Princeton, New Jersey: Princeton University Press.
- Kuznets, S. (1966). Modern Economic Growth: Rate, Structure, and Spread. New Haven, Massachusetts: Yale University Press.
- Kuznets, S. (1971). Economic Growth of Nations: Total Output and Production Structure. Cambridge, MA: Harvard University Press.
- Kuznets, S. (1979). Growth, Population, and Income Distributions: Selected Essays. New York: Norton.
- Kuznets, S. (1989). Economic Development, the Family, and Income Distribution: Selected Essays. New York: Cambridge University Press.